# Gai Licini Sacerdot (pretor)
|  | Per a altres significats, vegeu «Gai Licini Sacerdot». |

Gai Licini Sacerdot (en llatí Caius Licinius Sacerdos) va ser un magistrat romà del segle i aC. Era net del cavaller del mateix nom, Gai Licini Sacerdot. Formava part de la gens Licínia.
Va ser pretor l'any 75 aC i a l'any següent va exercir el govern de Sicília en el que el va succeir l'any 74 aC, Verres. Després va ser legat de Quint Cecili Metel Crètic a Creta i va ser candidat al consolat en els comicis de l'any 64 aC, però no va sortir elegit. Ciceró diu que la seva administració a Sicília va ser bona i la comparava sovint amb la pèssima i corrupta administració de Verres.